# René Hamel
René Nicolas Adrien Hamel (Orša, 14 ottobre 1902 – Gouvieux, 7 novembre 1992) è stato un ciclista su strada francese.

## Palmarès
- Giochi olimpici

Parigi 1924: oro nell corsa a squadre, bronzo nella corsa individuale.